# Jewhen Halczuk
Jewhen Wołodymyrowycz Halczuk, ukr. Євген Володимирович Гальчук (ur. 5 marca 1992 w Kramatorsku, w obwodzie donieckim, Ukraina) – ukraiński piłkarz, grający na pozycji bramkarza.

## Kariera piłkarska

### Kariera klubowa
Wychowanek Akademii Piłkarskiej Szachtar Donieck, barwy której bronił w juniorskich mistrzostwach Ukrainy (DJuFL). 5 września 2009 rozpoczął karierę piłkarską w trzeciej drużynie Szachtara Donieck. W czerwcu 2012 został wypożyczony do Illicziwca Mariupol.

### Kariera reprezentacyjna
Występował w juniorskiej reprezentacji Ukrainy U-19. Od 2013 regularnie jest powoływany do młodzieżowej reprezentacji Ukrainy.